# Poziom ochrony odgromowej
Poziom ochrony odgromowej (ang. lighting protection level - LPL) - liczba odniesiona do zestawu wartości parametrów prądu pioruna związanych z prawdopodobieństwem tego, że skojarzone maksymalne i minimalne wartości projektowe tych parametrów nie będą przekroczone podczas naturalnych wyładowań piorunowych